# 石神井
石神井（しゃくじい）是東京都練馬區西南部的地區。住居表示上冠有「石神井」的地名有石神井町、下石神井、石神井台、上石神井、上石神井南町。

## 行政、司法、自治體機關
- 石神井警察署
- 石神井消防署
- 練馬區役所石神井廳舍
- 練馬區保健所石神井分室
- 練馬年金事務所
- 練馬西稅務署

## 地名由來
傳聞地名源自於「石神」（しゃくじ、いしがみ）。很久以前，村民曾在井中挖出石棒，被認為是吉兆，因此將之視為石神供奉於神社，通稱「石神神社」，也就是今日石神井神社的起源。後來「石神井」成為村名。另一說是，石神是三寶寺池（石神井公園內）挖掘出的石劍。
石神井的地名最早曾出現在鎌倉時代弘安5年（1282年），宇多重廣（うだしげひろ）之女繼承石神井領地的文書。
石劍現在供奉於石神井神社。

## 景點、古蹟
石神井公園（石神井池、三寶寺池）
都立公園。為武藏野三大湧水地之一。
石神井城址
当地豪族豐島氏居城。現在三寶寺池畔有土壘遺跡。1477（文明9）年遭太田道灌攻陷，城主豐島泰經之女照姬投三寶寺池自殺。三寶寺池畔有埋葬泰經與照姬遺品的殿塚與姬塚。

## 知名人物
- 江原真二郎
- 弘兼憲史
- 柴門文
- 松本孝弘
- 和久井映見
- 小林綾子

## 地方活動
- 照姬祭（照姫まつり）

## 備註
1. 1 2  .   [2014-09-13]. （原始内容存档于2015-09-23）.